# Lista de espécies nativas da Tailândia
A vida selvagem da Tailândia, um país do Sudeste Asiático, inclui sua flora e fauna e seus habitats naturais.

## Fauna

### Mamíferos
Há 264 espécies de mamíferos na Tailândia na Lista Vermelha da IUCN. Destas espécies, três estão criticamente em perigo, 11 estão ameaçadas, 24 são vulneráveis e 2 estão quase ameaçadas. 1 das espécies enumeradas na Tailândia é considerada extinta.
- Hylobates agilis
- Tigre-da-indochina
- Gato-bravo-dourado-da-ásia
- Urso-negro-asiático
- Banded linsang
- Hemigalus derbyanus
- Bos javanicus
- Arctictis binturong
- Mustela strigidorsa
- Morcego-nariz-de-porco-de-kitti
- Búfalo Asiático
- Elefante-asiático